# タンボフ
タンボフ（ロシア語:Тамбо́в；Tambov）は、ロシアのタンボフ州の州都。人口は26万1803人（2021年）で減少傾向にある。モスクワから南東へ480キロメートル。モクシャー川の支流ツナ川（Цна）とストゥデネツ川の合流点にある。

## 歴史

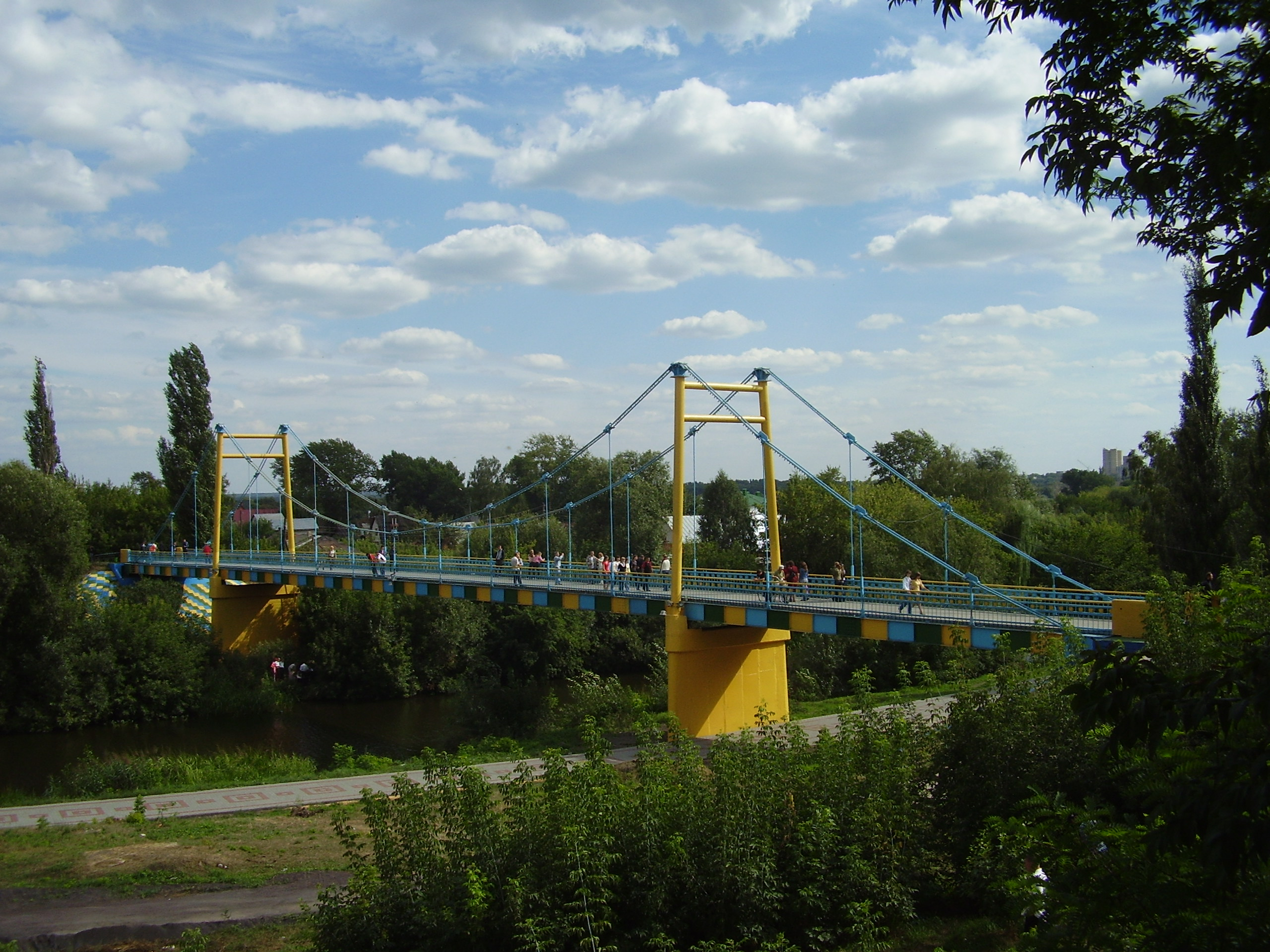
ツナ川を渡る橋

「タンボフ」の名は、モルドヴィン諸語のうちのモクシャ語で「湿地」を意味する言葉に由来する。タンボフは1636年4月17日（ユリウス暦）にロマノフ朝最初のツァーリ・ミハイル・ロマノフの勅令で要塞として設立された。要塞の建設はツァーリの宮廷に仕えるヴォエヴォダで経験の豊かなロマン・ボボルイキン（Roman Boborykin）により指揮され、非常に早く完成した。もとはクリミア・ハン国との国境の砦として設けられたタンボフは、やがてロシア・ツァーリ国の拡大とともに軍事的重要性は薄れ、かわってロシア帝国南部の行政および交易の中心となった。
1779年、タンボフに副王が設けられ、1781年8月16日にはエカチェリーナ2世が町の紋章を認可した。ミツバチの巣の描かれた紋章は、町の住民がよく働くことを表している。1786年3月にはロシアの大詩人で政治家であったガヴリーラ・デルジャーヴィンがタンボフ県の知事に任命され、1788年12月まで務めた。2年あまりの短い期間に、デルジャーヴィンは劇場、大学、ダンス学校、印刷所、新聞、オーケストラ、レンガ工場などを開設するという傑出した業績を挙げた。後にデルジャーヴィンの記念碑がタンボフに建設されている。1830年11月、コレラの流行で大暴動が各地で起きた時期、タンボフでも市民が知事を襲う事件が起きているが、正規軍により鎮圧された。
19世紀にはタンボフは多くの学校や図書館、研究所が建てられ、ロシア有数の文化・教育の中心となった。1897年にはタンボフの人口は5万人を超えていた。
ロシア帝国の末期以来、タンボフではしばしば農民反乱が起きた。ロシア内戦後期の1920年から1921年にかけ、タンボフ周辺ではアレクサンドル・アントーノフが率いるボリシェヴィキや赤軍に対する大規模な農民蜂起が起きたが（タンボフ反乱）、毒ガスなどを用いる赤軍により鎮圧された。
1928年、短期間ながらグリゴリー・ジノヴィエフが党中央執行委員を除名されてタンボフに流刑処分となった。
第二次世界大戦の時期にはタンボフに第188収容所が作られ、アルザスやロレーヌでドイツ国防軍や武装親衛隊に強制的に編入されたフランス人たち（マルグレ＝ヌー）が抑留され4,000人から10,000人が死亡した。第64収容地区（管理本部はマルシャンスクにあった）には日本のシベリア抑留者の一部も送られ、過酷な生活と環境の中で倒れた者のための日本人墓地も作られている。

## 文化

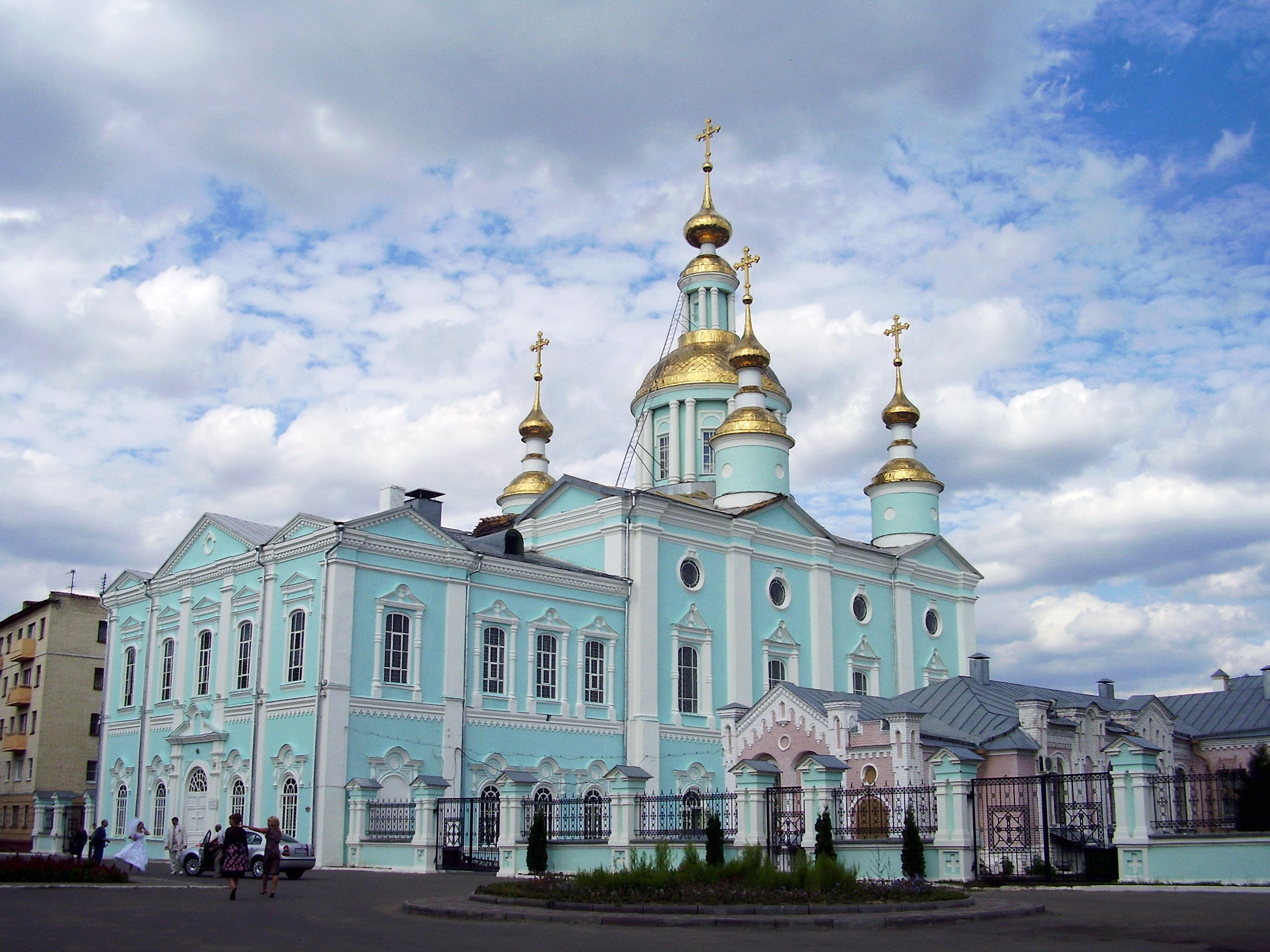
タンボフの大聖堂

今日のタンボフは、ロシアにおける産業・文化・軍事の一大中心地である。
タンボフ美術館はロシアや西欧の多数の画家の作品を所蔵している。ロシア最古のドラマ劇場、2つの大学、2つの軍学校、音楽学校などもタンボフに設けられている。

## 姉妹都市
- バル＝ル＝デュック （フランス）